# Cœurs brisés (film, 1958)
Pour les articles homonymes, voir Cœurs brisés.
Pour plus de détails, voir Fiche technique et Distribution.
Cœurs brisés (titre original : Lonelyhearts) est un film américain réalisé par Vincent J. Donehue, sorti en 1958.

## Synopsis
Depuis longtemps à la recherche d'un emploi, Adam White, un bon reporter, accepte de devenir le chroniqueur du courrier du cœur d'un journal de second ordre. Homme intègre, mais inquiet, il se contraint à bien faire ce travail qui ne lui plaît pas. Trop bien. Il fait l'erreur de s'impliquer personnellement dans la vie privée d'une lectrice du journal et multiplie les affrontements avec son cynique rédacteur en chef qui cherche constamment à l'humilier.

## Fiche technique
- Titre : Cœurs brisés
- Titre original : Lonelyhearts
- Réalisation : Vincent J. Donehue
- Scénario : Dore Schary d'après la pièce de Howard Teichmann et le roman Miss Lonelyhearts de Nathanael West
- Photographie : John Alton
- Montage : Aaron Stell
- Musique : Conrad Salinger
- Producteur : Dore Schary
- Société de production : Dore Schary Productions
- Société de distribution : United Artists
- Pays d'origine :  États-Unis
- Format : Noir et blanc - Mono
- Genre : Film dramatique
- Durée : 100 minutes
- Date de sortie : 1958

## Distribution
- Montgomery Clift : Adam White
- Robert Ryan : William Shrike
- Myrna Loy : Florence Shrike
- Dolores Hart : Justy Sargeant
- Maureen Stapleton : Fay Doyle
- Jackie Coogan : Ned Gates
- Mike Kellin : Frank Goldsmith
- Onslow Stevens : M. Lassiter
- Frank Overton : M. Sargeant
- Charles Wagenheim : Joe

## Nomination
- Nommé à l'Oscar du meilleur second rôle féminin pour Maureen Stapleton